# Штефан Цвајг
Штефан Цвајг (Беч, 28. новембар 1881 — Петрополис, 22. фебруар 1942) био је аустријски писац, драматург, новинар и биограф. На врхунцу своје књижевне каријере, током 1920-их и 1930-их, био је један од најпопуларнијих књижевника на свету.

## Биографија
Штефан Цвајг рођен је у Бечу 1881. Био је син Морица Цвајга, имућног јеврејског произвођача текстила. Мајка, Ида Бретауер Цвајг, потицала је из јеврејске банкарске породице. Њен отац, Јозеф Бретауер, двадесет година је радио у Анкони, где је Ида рођена и одрасла. Цвајг је студирао филозофију на Бечком универзитету, где је 1904. докторирао са темом Филозофија Иполита Тена. Религија није играла важну улогу у његовом образовању. „Отац и мајка били су Јевреји само случајношћу рођења”, рекао је касније у једном интервјуу. Ипак, никад није одрицао припадност јеврејској заједници и често је писао о Јеврејима и јеврејским питањима, као на пример у причи Мендел књигољубац. Био је близак са Теодором Херцлом, оснивачем ционизма, кога је упознао још када је Херцл био књижевни уредник у водећем бечком листу Нове слободне новине где је објавио неке од Цвајгових раних радова. Цвајг је веровао у интернационализам и у европеизам, па му Херцлов јеврејски национализам није могао бити нарочито привлачан, што и сам потврђује у својој аутобиографији Јучерашњи свет. Нове слободне новине нису објавиле рецензију Херцлове књиге Јеврејска држава, а сам Цвајг ју је назвао „глупом и бесмисленом”.
Штефан Цвајг је био у сродству са чешким писцем Егоном Хостовским. Неки извори бележе да су били рођаци, а сам Хостовски рекао је за Цвајга да му је „веома далеки рођак”.
Почетком Првог светског рата распрострањено патриотско осећање захватило је и немачке и аустријске Јевреје: заједно са Мартином Бубером и Херманом Коеном, и Цвајг му је дао подршку. Премда је био патриота, Цвајг је одбио да у руке узме оружје - служио је у Архиву Министарства војног, заузевши убрзо пацифистички став, попут свог пријатеља Ромена Ролана, добитника Нобелове награде за књижевност 1915. године. Преселио се у Швајцарску, где је остао до краја рата. Цвајг је до краја живота остао пацифист који се залагао за уједињење Европе. Попут Ролана, написао је много биографија. У Јучерашњем свету своју биографију Еразма Ротердамског назвао је „прикривеним аутопортретом”.
Цвајг се 1920. оженио Фридериком Маријом фон Винтерниц (рођ. Бургер), а 1938. од ње се развео. Под именом Фридерике Цвајг она је објавила књигу о свом бившем мужу након његове смрти. Касније је објавила и једну илустровану књигу о Цвајгу. Цвајг се 1939. оженио својом секретарицом Лотом Алтман.
Цвајг је напустио Аустрију 1934, након Хитлеровог доласка на власт у Немачкој. Након тога живео је у Енглеској (прво у Лондону, а од 1939. у Бату). Услед брзог напредовања Хитлерових трупа у Француској и у читавој Западној Европи, Цвајг је са супругом прешао Атлантик и отпутовао у САД, где су се 1940. скрасили у Њујорку наставивши често да путују. Дана 22. августа 1940. су се поново одселили — овога пута у Петрополис, град у конурбацији Рио де Жанеиро. Постајао је све депресивнији због пораста нетолеранције и успона ауторитарности и нацизма. Изгубивши наду у будућност човечанства, Цвајг је написао белешку о том безнађу. Дана 23. фебруара 1942. Цвајг и његова супруга извршили су самоубиство узевши велику дозу барбитурата. Пронађени су у својој кући у Петрополису, с руком у руци. Цвајг је био очајан због будућности Европе и њене културе. „Сматрам да је боље у право време и достојанствено окончати живот у којем је интелектуални напор представљао врхунско задовољство, а слобода појединца највише земаљско добро”, написао је.
Цвајгова кућа у Бразилу је касније претворена у музеј, данас познат као „Кућа Штефан Цвајг”.

## Дела
Цвајг је вио веома угледан писац у двадесетим и тридесетим годинама 20. века. Био је пријатељ са Артуром Шницлером и Зигмундом Фројдом. Велику популарност уживао је у САД, Јужној Америци и Европи, док је у Британији углавном био непознат. У континенталној Европи и данас је актуелан, али му је популарност у САД знатно опала. Од деведесетих година неколико издавачких кућа (пре свих Пушкин прес и Њујоршки књижевни преглед) оживело је Цвајгова дела на енглеском. Исто тако, Планкет лејк прес е-књиге почео је са објављивањем електронских верзија Цвајгових нефикционалних дела.
Цвајгови критичари из енглеског говорног подручја оштро су подељени на оне који презиру његов стил као слаб, лаган и површан и на оне приврженије европској традицији што уздижу Цвајгов хуманизам и једноставан и ефектан стил.
Цвајг је најпознатији по својим новелама (Краљевска игра, Амок, Писмо непознате жене — према којој је Макс Офулс 1920. снимио истоимени филм), романима (Нестрпљиво срце, Помешана осећања, Девојка из поште — постхумно објављен) и биографијама (Еразмо Ротердамски, Магелан, Мери Стјуарт, Балзак). Дела су му била штампана на енглеском без његовог пристанка под псеудонимом Стивен Бренч (превод његовог имена на енглески), у време када је антинацистичко расположење било распрострањено. Према Цвајговој биографији краљице Марије Антоанете касније је снимљен холивудски филм са Нормом Ширер у насловној улози.
Цвајг је био близак са Рихардом Штраусом и написао је либрето за Ћутљиву жену. Штраус се супротставио нацистичком режиму одбивши да одобри уклањање Цвајговог имена из програма на премијери, 24. јуна 1935. у Дрездену. Због тога је Гебелс отказао најављени долазак, а опера је била забрањена након трећег извођења. Цвајг је 1937, у сарадњи са Јозефом Грегором, написао либрето за Штраусову оперу Дафне. Бар још једно Цвајгово дело имало је музичко извођење.
Његово еклектичко дело састоји се из неколико збирки поезије, неколико позоришних комада (Терзит 1907, Волпона 1927), али Цвајг је пре свега чувен по својим новелама (Амок 1922, Помешана осећања 1926, Двадесет четири сата из живота једне жене 1934), причама о интензивним страстима које понекад прелазе у морбидност или шалу. Његова Шаховска новела (Schachnovelle) објављена је постхумно. Писао је и бројне биографије историјских личности (Мери Стјуарт, Магелан, Марија Антоанета) користећи прецизну психолошку анализу. Преко 20 година је радио на збирки прича Звездани часови човечанства (Sternstunden der Menschheit) у којој је описао четрнаест најзначајнијих догађаја у историји света по свом избору.

### Фикција
- Заборављени снови; Vergessene Träume (1900)
- Пролеће у Пратеру; Praterfrühling (1900)
- Губитник; Ein Verbummelter (1901)
- У снегу; Im Schnee (1901)
- Усамљене душе; Zwei Einsame (1901)
- Чуда живота; Die Wunder des Lebens (1903)
- Љубав Ерике Евалд; Die Liebe der Erika Ewald (1904)
- Звезда изнад шуме; Der Stern über dem Walde (1904)
- Ловчева замка; Sommernovellette (1906)
- Господарица; Die Governante (1907)
- Шарлах; Scharlach (1908)
- Сумрак; Geschichte eines Unterganges (1910)
- Прича испричана у сумраку; Geschichte in der Dämmerung (1911)
- Горућа прича; Brennendes Geheimnis (1913)
- Страх; Angst (1920)
- Принуда; Der Zwang (1920)
- Очи мог брата; Die Augen des ewigen Bruders (1922)
- Фантастична ноћ; Phantastische Nacht (1922)
- Писмо непознате жене; Brief einer Unbekannten (1922)
- Алеја месечевог зрака; Die Mondscheingasse (1922)
- Амок;  (1922)
- Невидљива колекција; Die unsichtbare Sammlung (1925)
- Пропаст срца; Untergang eines Herzens (1927)
- Избеглица; Der Flüchtling. Episode vom Genfer See (1927)
- Помешана осећања; Verwirrung der Gefühle (1927)
- Двадесет четири сата из живота једне жене; Vierundzwanzig Stunden aus dem Leben einer Frau (1927)
- Мендел књигољубац; Buchmendel (1929)
- Кратке приче; Kleine Chronik. Vier Erzählungen (1930)
- Је л’ он то урадио?; War er es? (1935—1940)
- (1935)
- Сабране приче; Gesammelte Erzählungen (1936)
  - Ланци; Die Kette
  - Калеидоскоп;
- Несрећа на Женевском језеру; Episode an Genfer See. Ревидирана верзија дела Der Flüchtung. Episode vom Genfer See (1936)
- Сахрањени свећњак
- Нестрпљиво срце; Ungeduld des Herzens (1939)
- Шаховска новела/Краљевска игра; Schachnovelle (1942)
- Пут у прошлост; Widerstand der Wirklichkeit (1976)
- Клариса; Clarissa (1981)
- (1982)
- (1982)

### Биографије и историјска дела
- Емил Верхарен; Emile Verhaeren (1910)
- Три мајстора. Балзак — Дикенс — Достојевски; Drei Meister. Balzac – Dickens – Dostojewski (1920)
- Ромен Ролан. Човек и његова дела; Romain Rolland. Der Mann und das Werk (1921)
- Ниче;  (1925)
- Звездани тренуци човечанства; Sternstunden der Menschheit (1927)
- Три песника и њихови животи. Казанова — Стендал — Толстој; Drei Dichter ihres Lebens. Casanova – Stendhal – Tolstoi (1928)
- Жозеф Фуше; Joseph Fouché. Bildnis eines politischen Menschen (1929)
- Ментални исцелитељи. Мезмер, Мери Бејкер Еди, Фројд; Die Heilung durch den Geist. Mesmer, Mary Baker-Eddy, Freud (1932)
- Марија Антоанета: Портрет просечне жене; Marie Antoinette. Bildnis eines mittleren Charakters (1932)
- Еразмо Ротердамски; Triumph und Tragik des Erasmus von Rotterdam (1934)
- Мери Стјуарт;
- Право на јерес: Кастељо против Калвина; Castellio gegen Calvin oder Ein Gewissen gegen die Gewalt (1936)
- Освајач мора: Прича о Магелану; Magellan. Der Mann und seine Tat (1938)
- Америго; Amerigo. Geschichte eines historischen Irrtums (1942)
- Балзак, Balzac (1946)

### Комади
- Терзитес; Tersites (1907)
- (1912)
- Јеремија; Jeremias (1917)

### Остало
- Јучерашњи свет; Die Welt von Gestern (1942)
- Бразил, земља будућности; Brasilien. Ein Land der Zukunft; Bermann-Fischer (1941)
- Путовања; Auf Reisen (1976)